# Motobi
Motobi, també escrit MotoBi, va ser una empresa italiana fabricant de motocicletes que tingué activitat entre 1950 i 1977. La marca va ser recuperada per l'empresa austríaca Michael Leeb Trading GmbH en col·laboració amb la també austríaca Demharter GmbH el 2010. Des d'aleshores, Motobi ha comercialitzat una gamma d'escúters de 50 cc i va arribar a patrocinar l'equip de curses de JiR al mundial de Moto2.

## Història

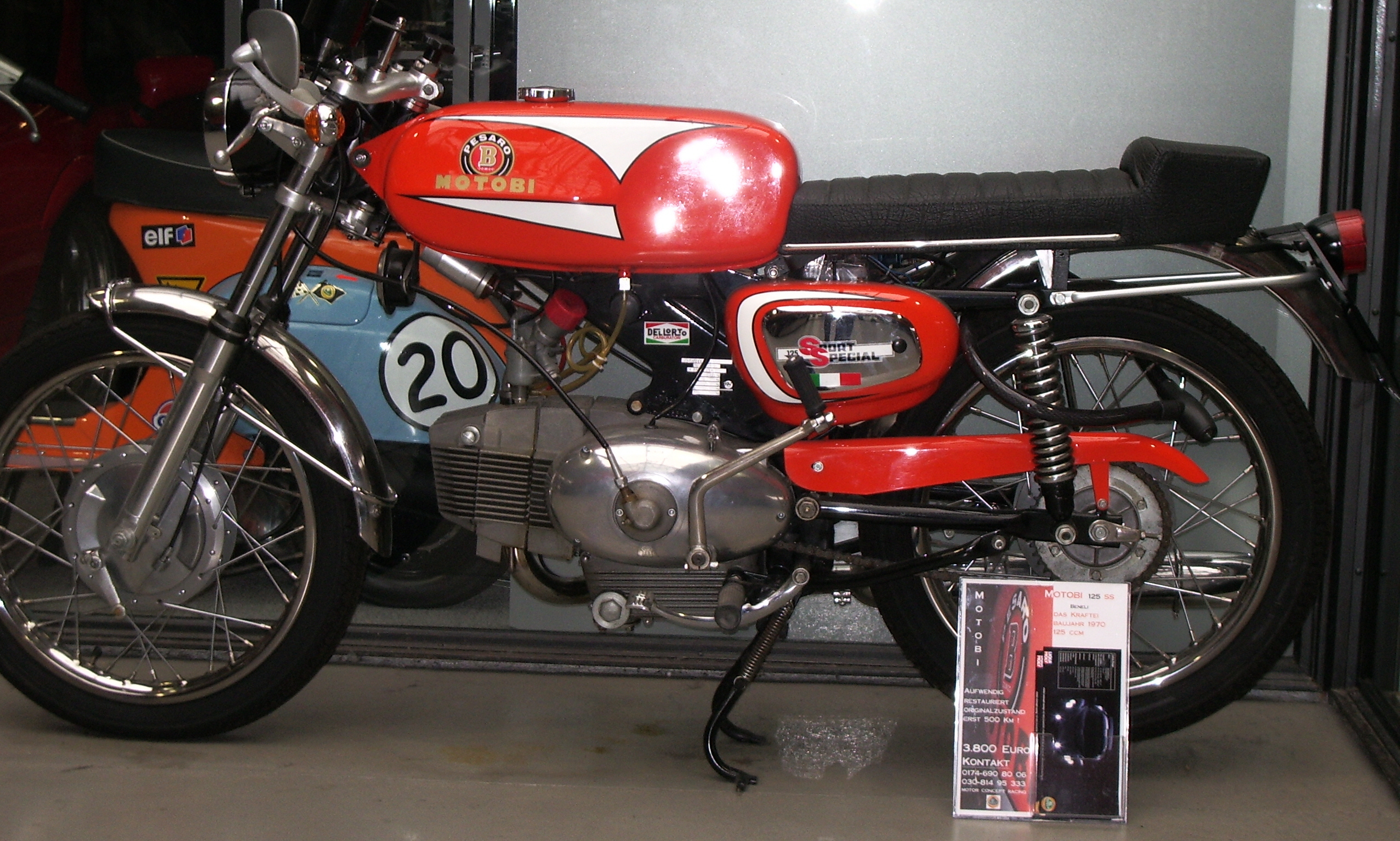
Motobi 125cc Sport Special (1970)

Motobi fou fundada a Pesaro el 1949 per Giuseppe Benelli i va iniciar l'activitat amb el nom de "Moto B Pesaro". El nom es va escurçar a Motobi durant la dècada del 1950. Després d'un desacord familiar el 1948, Giuseppe Benelli, un dels sis germans propietaris de Benelli i enginyer de cert talent, va decidir anar pel seu compte. Tot i quedar-se a Pesaro, es va traslladar a un local separat.
Giuseppe va llançar la marca Moto 'B' venent petites motocicletes i escúters de dos temps. El 1953, Motobi va presentar un model amb motor bicilíndric horitzontal de dos temps i 200 cc anomenat B200 Spring Lasting. El seu innovador bastidor d'acer premsat i la disposició horitzontal del cilindre esdevingueren la marca registrada de molts futurs models de motocicleta Motobi. El motor B200 era una unitat neta, aerodinàmica i d'aspecte molt modern, que aviat va rebre el sobrenom d'"ou" per la seva forma distintiva. Giuseppe i els seus fills Luigi i Marco van continuar treballant per millorar els productes Motobi i van crear una variant monocilíndrica de quatre temps del B200.
A finals de 1955, el bicilíndric de dos temps B200 va ser abandonat completament i es van introduir dos nous models diferents, tots dos anomenats "Catria", un de 125 i l'altre de 175 cc. Els Catria, dissenyats per l'enginyer autònom Piero Prampolini, eren monocilíndrics de quatre temps i quatre velocitats. Aquests monocilíndrics millorats van esdevenir el focus de la producció de Motobi i van superar el volum de vendes anual del model Chimera 175cc d'Aermacchi (que tenia una configuració de motor monocilíndric horitzontal similar).
Poc després, Giuseppe Benelli es va morir i va deixar l'empresa en mans dels seus dos hereus, els quals, un cop a càrrec de l'empresa, van contractar Primo Zanzani, un jove preparador i antic pilot de motocicletes, per a desenvolupar la nova Catria de competició. Les curses de carretera semiprofessionals (anomenades MSDS, de "Moto Sportive Derivate dalla Serie") i les pujades de muntanya eren populars a l'època i la petita i resistent Catria va obtenir aviat una bona reputació entre els pilots italians, que l'anomenaven "l'ou potent". Als dipòsits de benzina de les petites motos van començar a aparèixer adhesius brillants que elogiaven els campionats de curses guanyats per Motobi, cada versió més acolorida que l'anterior.
Als Estats Units, on l'economia de l'era Eisenhower era puixant, les vendes de motocicletes i altres productes de lleure estaven en auge. L'empresa Benelli va veure una oportunitat a Amèrica, cosa que també va fer la seva empresa parent Motobi. El 1962, Motobi va ser adquirida finalment per Benelli en un moviment que no només va reunir la família amb el nom de "Gruppo Benelli-Motobi", sinó que també va augmentar la força de treball a uns 550 treballadors i la producció a 300 motocicletes diàries. Moltes d'aquestes motos es van exportar als Estats Units etiquetades com a models Benelli.